# Material simple
Un material simple es un medio continuo cuya ecuación constitutiva tiene la propiedad de que la tensión mecánica en cada punto sólo depende de la historia temporal del gradiente de deformación {\displaystyle \mathbf {F} } en un entorno de dicho punto (es decir, de las derivadas primeras del desplazamiento, no de las derivadas segundas u órdenes superiores). En otras palabras la tensión depende localmente de la historia de deformación alrededor de dicho punto.

## Caso general
Para un material simple (sólido deformable o fluido), el tensor tensión (de Cauchy) viene dado por una relación del tipo:

(1){\displaystyle {\boldsymbol {\sigma }}(X,t)={\mathcal {F}}(\mathbf {F} _{t}(X,\cdot ),X,t)}

donde:
{\displaystyle {\mathcal {F}}:H^{m}(\Omega )\times \mathbb {R} ^{3}\times \mathbb {R} \to {\text{Sym}}(T_{2}^{0}(\Omega ))}
{\displaystyle \mathbf {F} _{t}(X,\cdot )\in H^{m}(\Omega )}, desinga un espacio de Sóbolev (aunque esta parte de la definición es prescindible y se puede usar otro tipo de espacio funcional conveniente).
{\displaystyle (X,t)\in \mathbb {R} ^{3}\times \mathbb {R} }, denotan las coordenadas materiales y el tiempo.
{\displaystyle {\text{Sym}}(T_{2}^{0}(\Omega ))} designa el fibrado tangente formado por tensores covariantes de segundo orden simétricos.
{\displaystyle \mathbf {F} _{t}(X,s):=\mathbf {F} (X,t-s)}, por definición, para {\displaystyle \forall s\in [0,\infty )}
La función definida por {\displaystyle \mathbf {F} _{t}(X,\cdot )} se denomina "historia hasta el instante t". La condición de que un material sea simple, es una de las simplificaciones más importantes propuestas por Noll, que define una importante clase de medios continuos.
Noll demostró que el funcional {\displaystyle {\mathcal {F}}} para materiales simples satisface el principio de objetividad material, si y sólo si es independiente del tiempo t Esto implica que un material simple y objetivo tiene una ecuación constitutiva de la forma:

(2){\displaystyle {\boldsymbol {\sigma }}(X,t)={\mathcal {F}}(\mathbf {F} _{t}(X,\cdot ),X)}

## Casos particulares

### Materiales elásticos simples
En particular, para un "material simple sin memoria" se tendrá que en la forma funcional no es se puede substituir el espacio funcional por {\displaystyle \mathbb {R} ^{n}} y el tensor tensión se podrá expresar en términos de los valores instantáneos del gradiente de deformación:

(3a){\displaystyle {\boldsymbol {\sigma }}(X,t)={\mathcal {F}}(\mathbf {F} (X,t),X)}

Un material con una ecuación constitutiva del tipo (3a) se denomina material elástico simple, si además la respuesta a la deformación de un elástico simple es la misma en todos los puntos él dice que es un "material elástico simple y homogéneo" y la ecuación se puede simplificar más aún:

(3b){\displaystyle {\boldsymbol {\sigma }}(X,t)={\mathcal {F}}(\mathbf {F} (X,t))}

### Otros materiales simples
Si el material simple es un material con memoria, como sucede con los materiales viscoelásticos, materiales elastoplásticos o los fluidos simples, en general será necesario seguir usando la "historia hasta el tiempo t" y la forma funcional será más complicada. Sin embargo, tanto en materiales simples viscoelásticos y plásticos se pueden hacer ulteriores simplificaciones de la forma funcional que da la ecuación constitutiva via las llamadas "variables internas".
Por otra parte, algunos sólidos deformables presentan comportamientos más complicados que la viscoelasticidad o la elastoplasticidad y en ellos la única posibilidad consiste en seguir usando una "historia hasta el tiempo t" explícitamente del tipo {\displaystyle \mathbf {F} _{t}(X,\cdot )}.